# COFDM
COFDM (Coded Orthogonal Frequency Division Multiplexing) es una técnica compleja de modulación de banda ancha utilizada para transmitir información digital a través de un canal de comunicaciones, que combina potentes métodos de codificación más el entrelazado para la corrección de errores en el receptor. COFDM modula la información en múltiples frecuencias portadoras ortogonales donde cada una esta modulada en amplitud y fase y lleva una tasa de símbolos muy baja además de tener una alta eficiencia espectral. Se obtiene una modulación específicamente diseñada para combatir los efectos multitrayectoria y otros tipos de interferencias que afectan a receptores.
Es un tipo de modulación OFDM especialmente apropiado para las necesidades de los canales de difusión terrestre, utilizada en el DAB y en los sistemas de televisión digital terrestre. En redes de ordenadores inalámbricas y en los enlaces tipo DSL se emplea de forma similar modulación OFDM o DMT.

## COFDM y OFDM
COFDM es una mejora respecto de OFDM para canales muy selectivos o variantes ya que: puede soportar multitrayecto severo, la presencia de interferencias de banda estrecha de co-canal, la cancelación de la señal, el ruido de impulsos y la reducción rápida de la amplitud de la señal. La codificación (la “C” en COFDM) es el ingrediente clave. Sin embargo, los resultados deseados solo se logran cuando la codificación se integra estrechamente con el sistema de OFDM junto con el entrelazamiento de portadoras.
Las características comunes de COFDM y OFDM son:
- La ortogonalidad.
- Los esquemas de modulación de las portadoras.
- La adición del intervalo de Guarda.
- La sincronización.
- La ecualización.

Aunque la ortogonalidad y los esquemas de modulación de las portadoras son propios de OFDM, la adición del intervalo de guarda, la sincronización y la ecualización ya son mejoras pertenecientes de OFDM.
Las mejoras de COFDM sobre OFDM son:
- La codificación contra errores.
- El entrelazamiento de las portadoras de datos en frecuencia o en tiempo y frecuencia.
- La información de estado del canal (Channel State Information) combinado con la decodificación con decisión Flexible (Soft-Decision Decoding) para incrementar el desempeño del codificador de Viterbi.

## Características

COFDM: La duración de los bits es superior a los retardos, evitando ecos y permitiendo reutilizar las mismas frecuencias en antenas vecinas.

Tener una menor tasa de símbolos por portadora se traduce en un período de símbolo más grande, lo que proporciona protección contra los ecos producidos por los múltiples caminos que toma la señal en su propagación. Este caso se da frecuentemente en las grandes ciudades, donde se puede recibir una señal directa del transmisor más una cierta cantidad de señales retardadas por las reflexiones con los edificios.
El hecho de tener un gran número de portadoras sobre las que se distribuye la información proporciona una protección contra interferencias co-canal, ya que si se pierde la información de una portadora debido a estas interferencias se pierde una pequeña porción de información que no tiene por qué ser relevante para la calidad de la transmisión.
La señal modulada tiene un intervalo de guarda, que es un período en el que la señal se mantiene constante, repitiendo un símbolo. De esta forma las señales que lleguen con un retardo menor que ese tiempo de guarda se pueden aprovechar como señales constructivas para mejorar la recepción.

## Ventajas y desventajas de COFDM
- Protección contra desvanecimiento selectivo de las portadoras: Un desvanecimiento es una distorsión provocada por las variaciones de las características físicas del canal que tiene como resultado una disminución de la potencia recibida que es la desventaja de OFDM. Como solución se agrega a la modulación OFDM un codificador de canal compuesto de dos elementos: un código convolucional y un entrelazador de portadoras ya sea al nivel de bit o símbolos. El efecto conjunto del código convolucional y del entrelazador puede verse como un promediado de los desvanecimientos locales sobre todo el espectro de la señal.

- Modulación Jerárquica: La modulación jerárquica permite integrar la modulación QPSK dentro de la constelación de QAM de 16 o más niveles permitiendo transmitir dos servicios al mismo tiempo y hace que la transmisión QPSK sea menos susceptible a las interferencias que en el caso de QAM de 16 o de más niveles no jerárquicos. Bajo este criterio se puede transmitir en un flujo de datos de baja prioridad el servicio de HDTV y en el flujo de alta prioridad el servicio de SDTV.

- Alta eficiencia espectral: Debido a que cada portadora es traslapada una con otra con la técnica o esquema de modulación por multiplexación por división de frecuencia ortogonal (OFDM), se logra incrementar notablemente la tasa binaria útil a transmitir comparado con respecto a la técnica de FDM.

- Simplificación de la ecualización: Una de las características de este esquema de modulación es que facilita la ecualización en el receptor, debido a que distribuye una serie de portadoras llamadas portadoras pilotos a lo largo de todo el ancho de banda que se va a usar en la transmisión, por lo tanto, es muy fácil hallar la respuesta en frecuencia del canal mediante la transmisión de una secuencia de entrenamiento, es decir, una serie de portadoras pilotos con lo que se consigue eliminar o reducir la influencia del canal sobre los datos transmitidos.

- Protección contra interferencias entre símbolos (ISI): La utilización del intervalo de guarda provee la tolerancia contra la Interferencia entre símbolos. Mientras el retardo de las señales que llegan al receptor COFDM sea menor que el intervalo de guarda, el receptor no confundirá un símbolo con los siguientes, y así se evita que unos símbolos OFDM se vean afectados por otros, solo permaneciendo de este modo la interferencia intrasímbolo.

- La tasa binaria de datos puede adaptarse dinámicamente a diferentes condiciones: El sistema COFDM se puede adaptar al canal de comunicaciones variando la tasa binaria útil a transmitir perforando el código base del codificador convolucional para canales menos selectivos o de baja interferencia, también se puede reducir cuando se requiere ajustar la distancia máxima entre el transmisor y un receptor ajustando la duración del intervalo de guarda.

- Ampliaciones en Redes de Frecuencia Única (SFN: Single-Frequency Networks): La posibilidad de crear una red de SFN constituye una de las grandes ventajas de un sistema basado en COFDM. Dado a la utilización del intervalo de guarda la señal que se utiliza para reducir los efectos del multitrayecto ya sea natural o artificial pudiendo así utilizar varios transmisores separados a una distancia adecuada generando así multitrayecto artificial, entonces se produce una suma de todas las señales de la red que llegan al receptor COFDM.

- Muy sensible a la sincronización en tiempo y frecuencia: Para el receptor le es difícil encontrar el comienzo del símbolo OFDM y así establecer la sincronización en tiempo. Similarmente, para establecer la sincronización en frecuencia le es difícil también encontrar la posición de las portadoras dentro del símbolo OFDM.

- Mayor complejidad del sistema: Los requerimientos de la corrección del error de fase común, la alta linealidad del amplificador de potencia para el transmisor, la utilización de un codificador secundario más entrelazamiento para mejorar el BER en el receptor y otros requerimientos adicionales, son funciones que incrementan la complejidad del sistema.

- Pérdida de eficiencia espectral: Es causada por la duración del intervalo de guarda y tasa de codificación utilizadas ya que se necesita ajustar de este modo el sistema OFDM para varias condiciones de funcionamiento.

- Más sensible al ruido de fase y al desplazamiento en frecuencia en las portadoras: El ruido de fase es causado por todos los osciladores locales que hay desde la salida de la IFFT del transmisor hasta la entrada de la FFT en el receptor que trae como consecuencia la rotación de la constelación del esquema de la modulación de las portadoras, que da lugar a veces a la interferencia interpoladora (ICI). El desplazamiento de frecuencia causa interferencia interportadora (ICI) y una reducción en la potencia en las portadoras.

- Tiene una alta razón de potencia pic-promedio (Peak to average power ratio): Por ser una modulación mulitportadora que causa gran fluctuación en la envolvente de la señal transmitida reduciendo de esta manera la eficiencia del amplificador de potencia de RF del transmisor causando a la vez productos de intermodulación en la señal transmitida, este efecto es reducido por filtros.

## Funcionamiento

### Bloques de la modulación COFDM
- Modulación QPSK: la trama se distribuye en 1536 portadoras (en modo 1), que cada una de ellas están moduladas QPSK a la correspondiente baja velocidad. Las portadoras están colocadas de forma que una no influya en las demás. Como resultado, el periodo de cada símbolo que se obtiene es considerablemente superior que cualquier retardo de señal.

- Intervalos de Guarda: la modulación emplea una técnica que consiste en habilitar un cierto intervalo temporal que se añade al intervalo de tiempo necesario para la transmisión de un supersímbolo.

- Codificador de Convolución: compuesto por dos elementos: un código convolucional y un scrambler. El funcionamiento del código convolucional está basado en registros de memoria (de capacidad un bit) y sumas módulo dos. La codificación de los bits se realiza a partir del valor del bit presente a la entrada y los valores de los m bits anteriores que están guardados en los registros.

- El interleaver (entrelazador) introduce un cierto desorden de manera que las portadoras adyacentes no sean moduladas por datos consecutivos. Si se produce una pérdida de información llevada por portadoras adyacentes, al deshacer el desorden debido al aleatorizador, el error debido a cada portadora queda aislado, acortándose la longitud de la ráfaga.

- FFT (Transformada Rápida de Fourier): después de la asignación de información a las subportadoras, se lleva a cabo la transformación rápida de Fourier, obteniéndose la banda base DAB que está disponible como una señal en fase (I) y en cuadratura (Q), es decir, una vez que se tienen todos los datos distribuidos en frecuencia, el siguiente paso que establece la norma es la aplicación de la FFT Inversa (IFFT) con lo cual, a partir de este punto, se pasa a trabajar en el dominio temporal.

### Funcionamiento del COFDM
La modulación CODFM realiza una división del canal de transmisión tanto en el dominio de la frecuencia, como en el dominio del tiempo. En el dominio de la frecuencia es en sub-bandas|sub-lados estrechas de frecuencia, y en el dominio del tiempo se divide en un conjunto de segmentos de tiempo.

Cada parte resultante de la división frecuencia/tiempo tendrá una portadora. El estándar COFDM define diferentes posibles modos de transmisión según el número de portadoras utilizadas, 2K (2.048 portadoras), 8K (8.192 portadoras) ... En cada segmento de tiempo las subportadoras son moduladas en QPSK ó 16-QAM. Un conjunto de subportadoras en un instante determinado, forman un símbolo COFDM. En un símbolo COFDM, para evitar la interferencia entre portadoras, las subportadoras se separan ortogonalmente, es decir, el espacio entre subportadoras será igual a la inversa del tiempo de símbolo. Gracias en eso cada subportadora té un pico en la frecuencia en la que está centrada, y se anula donde la tienen las otras frecuencias. De esta manera las interferencias entre las diferentes subportadoras se anulan para poder así utilizar subportadoras muy próximas.
Como consecuencia de la distribución de los datos en las portadoras la tasa de símbolos en cada una de ellas es mucho más baja que si se utilizara un sistema de portadora única.

Las ondas transmitidas pueden realizar recorridos diferentes provocando que en el receptor se reciba el mismo símbolo varías veces con cierto retraso, o bien que se produzcan interferencias entre símbolos próximos. Para evitar eso, se utiliza el intervalo de guarda.

### Intervalo de Guarda
Si en una transmisión COFDM nos fijamos en dos símbolos próximos, símbolo n y símbolo n+1 en el dominio del tiempo,primero transmitimos el símbolo n y cuando hemos acabado, empezamos a transmitir el símbolo n+1. Si debido a ecos por múltiples trayectos se generan diferentes trayectorias en el receptor, recibiremos los símbolos tantas veces como trayectorias lleguen. La primera señal recibida será la que realice la trayectoria más directa entre el emisor y el receptor, y a consecuencia tendrá el mínimo retraso respecto a la señal emitida. El receptor coge el símbolo y lo demodula en el momento de empezar la demodulación del siguiente símbolo n+1, con lo cual que el receptor se encontrará interferencias debidas a la recepción de partes del símbolo n que han llegado mes tarde por otros trayectos. Con el fin de evitar este tipo de interferencias, en el emisor se inserta un intervalo de tiempo después de la transmisión de cada símbolo, denominado intervalo de guarda. Durante este tiempo el receptor ignorará las señales recibimientos. Este tiempo del intervalo de guarda tiene que ser superior al máximo retraso que se produzca por múltiplos trayectos, pero tiene que ser inferior al tiempo que dura un símbolo. Con eso evitaremos las interferencias.
Control de errores
Para poder demodular correctamente la señal, el receptor tiene que muestrear la señal durante el tiempo útil del símbolo COFDM, es decir, tiene que evitar el intervalo de guarda. Para conseguirlo hay varías opciones. En el caso de la radio digital basado en el estándar DAB, se utiliza un símbolo COFDM nulo para indicar el inicio de un frame de transmisión. En el caso de la TDT, basada en el estándar DVB-T, se utilizan subportadoras "piloto" repartidas de forma regular como marcadores de sincronización. Para facilitar la recuperación de los datos digitales que contienen la información transmitida y evitar las pérdidas que se producen en el medio de transmisión, se utiliza un código de protección de errores con lo que añadimos redundancia en los datos que se transmiten, y que se utilizará en el receptor para la corrección de errores. La corrección de errores nos permite corregir un nivel de errores determinado, así que si es un nivel muy grande el receptor no será capaz de recuperar la información.
Para mejorar al procesado de errores, lo que se hace es no enviar la información seguida en portadoras próximas, sino repartiendo los símbolos de forma aleatoria entras a las diferentes portadoras. De esta manera no tendremos nunca dos símbolos seguidos en dos portadoras próximas y si se produce un error varías portadoras seguidas, tendremos el error distribuido varías zonas de la información, y el procesado será mes sencillo.

Esquema de modulación COFDM
Esquema de Demodulación COFDM

## Formatos

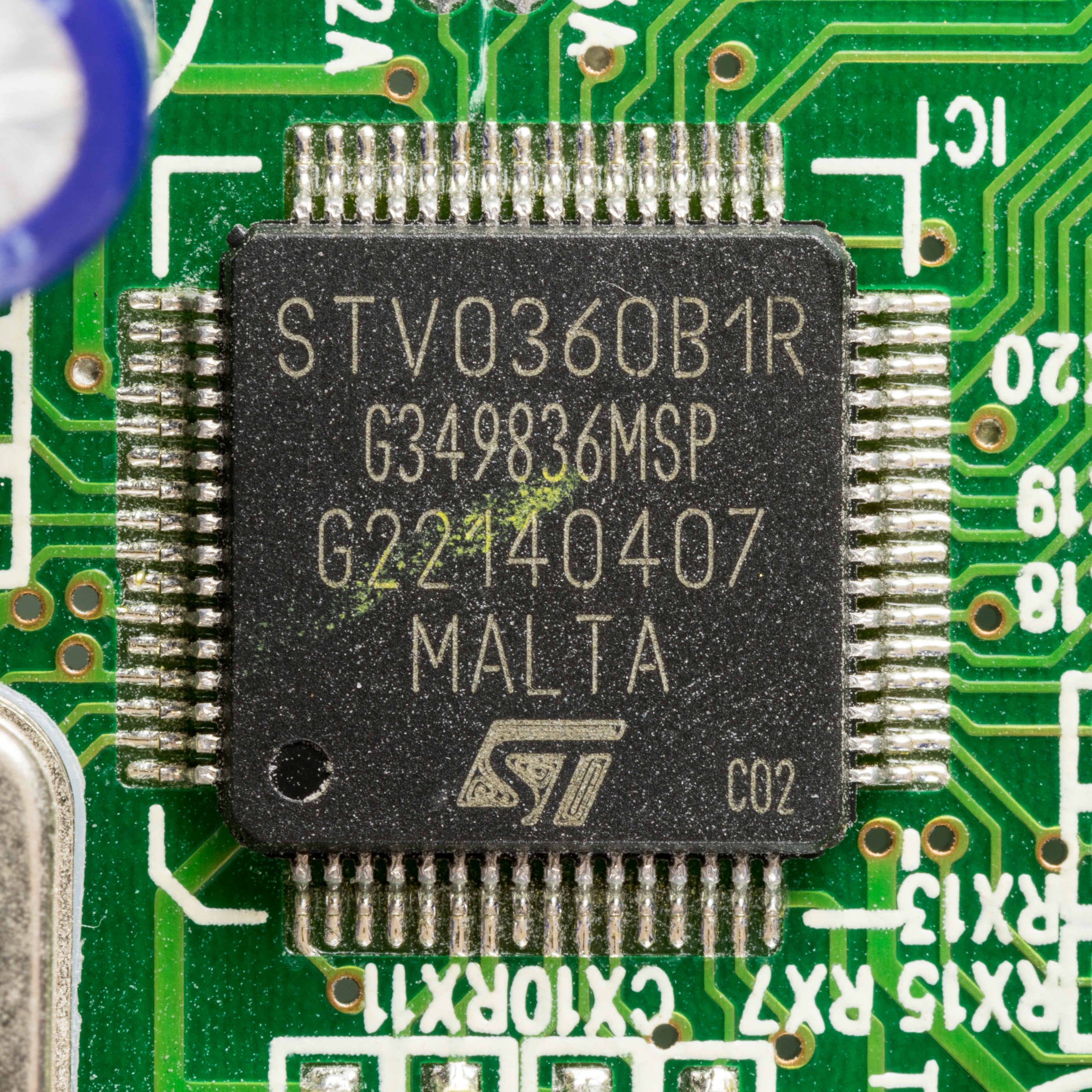
Circuito Integrado demodulador de COFDM modelo STV0360 fabricado por STMicroelectronics

En el sistema (DVB-T) la entrada a un modulador COFDM es una trama de datos en formato MPEG-2 4:2:0 con los datos de los programas codificados e información sobre su contenido, el número de programas y las condiciones de acceso.
En el sistema DAB la entrada al modulador COFDM es una señal de audio codificada mediante el sistema MUSICAM, con datos adicionales como el nombre del programa, etc.
Se utiliza una modulación COFDM con un total de 1705 portadoras (modo 2k) o 8871 portadoras (modo 8k). El modo 2k está pensado para transmisiones simples que cubran áreas geográficas reducidas (potencias reducidas) mientras que el modo 8k puede ser usado por áreas geográficas extensas una única frecuencia portadora por canal, común en toda la red. La fuerte protección del COFDM permite que el sistema pueda operar manteniendo la misma frecuencia portadora a toda una región geográfica extensa (cubierta en varios radioenlaces). El receptor interpreta la señal procedente del radioenlace más débil como una señal multi trayecto y puede rechazarla. Si los radioenlaces están muy llenos, las diferencias de tiempo de recepción pueden ser considerables y es necesario aumentar los intervalos de guarda entre los datos digitales, perdiendo cierta eficiencia en la transmisión.

## La importancia del COFDM
La importancia del sistema de modulación COFDM a Europa proviene de la eficiencia para introducir más programas de televisión digital o radio digital a un número limitado de canales disponibles.
En el caso de DVB-T se pueden llegar a multiplexar 4 o 6 programas por canal con una calidad avanzada con formato de 16:9 y sonido estéreo con más de un canal de sonido para poner hasta un segundo idioma. La inmunidad a las reflexiones permite tres posibilidades a la recepción de DVB-T:
- La recepción fija (cable coaxial proveniente de una antena (Yagi)) que normalmente están en instalaciones colectivas, donde hace falta amplificar los canales UHF.
- La recepción móvil, haciendo una buena organización jerárquica de las constelaciones puede ayudar a la recepción en altas velocidades.

En el caso del DAB cada bloque (multiplexado) tiene una capacidad para transportar 6 programas estéreo de 192 kbit/s cada uno, además de servicios adicionales como transporte de datos. Como las interferencias que perturban la recepción de los señales FM, causadas normalmente por edificios o montañas, son eliminadas por la tecnología COFDM, se pueden utilizar una misma frecuencia para todo un país sin tener que volver a sintonizar los receptores cuando se viaja.